# Havnebane
En havnebane er en jernbanestrækning, der ligger på og i tilslutning til et havneområde, og som gør det muligt at omlade gods mellem tog og skibe. Da havnebaner er forbundet med det øvrige jernbanenet, udgør de et vigtigt bindeled mellem skibstrafikken og trafikken længere inde i landet. For det meste er havnebaner kun for godstrafik, men der kan også være persontrafik i forbindelse med færgehavne og særlige havnestationer.
Alt afhængig af de lokale forhold kan havnebaner variere lige fra nogle få sidespor til omfattende spornet på adskillige kilometer. For det meste varetages trafikken af almindelige jernbaneselskaber, men nogle havne har dog egne selskaber.

## Danske havnebaner
Da over halvdelen af Danmark består af øer, har skibstrafik traditionelt været vigtigt for landet og af samme årsag er der derfor blevet bygget havnebaner adskillige steder. I nyere tid er en stor del af jernbanernes godstrafik imidlertid overgået til lastbiler med den følge, at mange havnebaner er blevet nedlagte.
Specielt i mellemkrigstiden spillede havnebaner en betydelig rolle for havnenes omsætning og for byernes forbindelser med baglandet. Af særlig stor betydning var transporten af kul og koks, som i første halvdel af det 20. århundrede var:
1901-02: 425.300 tons
1921-22: 651.400 tons
1936-37: 552.400 tons
1938-39: 754.100 tons
1939-40: 954.500 tons
Til de mere specielle indslag hørte Ærøbanen i Ærøskøbing, Nykøbing Mors Station og Sundsøre, der alle fungerede som havnebaner, men hvor den eneste forbindelse til resten af jernbanenettet var med færge. Ideen var at skaffe hhv. Ærøskøbing, Nykøbing Mors og Salling forbindelse med det øvrige jernbanenet, idet godsvogne overførtes med færgerne, så man slap for omladning. Alle tre steder var der planer om egentlige jernbaner i tilslutning, men de blev ikke til noget. De tre havnebaner er i mellemtiden nedlagte, idet Ærøbanen mistede sin trafik som den sidste i 1995.
- Esbjerg Havnebane
- Frederikshavn Havnebane
- Frihavnsjernbanen
- Grenaa Havnebane
- Hadsund Havnebane
- Helsingør Havnebane
- Hirtshals Havnebane
- Hobro Havnebane
- Holbæk Havnebane
- Horsens Havnebane
- Københavns Havnebane
- Lemvig Havnebane
- Middelfart Havnebane
- Nakskov Havnebane
- Nykøbing Falster Havnebane
- Nykøbing Mors Station
- Nørresundby Havnebane
- Næstved Havnebane
- Ringkøbing Havnebane
- Silkeborg Havnebane
- Sakskøbing Havnebane
- Skagen Havnebane
- Skive Havnebane
- Sundsøre
- Svendborg Havnebane
- Sønderborg Havnebane
- Vejle Havnebane
- Ærøbanen
- Aabenraa Havnebane
- Aalborg Havnebane
- Aarhus Havnebane

## Havnebaner i Sydslesvig
- Flensborg Havnebane